# Aïn Sidi Ali
Aïn Sidi Ali è un comune dell'Algeria, situato nella provincia di Laghouat.